# Cuadrilla Nueva, Cutzamala de Pinzón
Cuadrilla Nueva är en ort i Mexiko.   Den ligger i kommunen Cutzamala de Pinzón och delstaten Guerrero, i den södra delen av landet, 190 km sydväst om huvudstaden Mexico City. Cuadrilla Nueva ligger 272 meter över havet och antalet invånare är 584.
Terrängen runt Cuadrilla Nueva är kuperad österut, men västerut är den platt. Runt Cuadrilla Nueva är det ganska tätbefolkat, med 129 invånare per kvadratkilometer. Närmaste större samhälle är Ciudad Altamirano, 13,2 km sydväst om Cuadrilla Nueva. Omgivningarna runt Cuadrilla Nueva är en mosaik av jordbruksmark och naturlig växtlighet.